# Metasphenisca quinquemaculata
Metasphenisca quinquemaculata es una especie de insecto del género Metasphenisca de la familia Tephritidae del orden Diptera.

## Historia
Macquart la describió científicamente por primera vez en el año 1846.